# Parafia Najświętszego Serca Pana Jezusa w Samarze
Parafia Najświętszego Serca Pana Jezusa w Samarze – rzymskokatolicka parafia znajdująca się w Samarze, w diecezji św. Klemensa w Saratowie w dekanacie środkowopowołżańskim.

## Historia
Pierwsze kościoły katolickie w rejonie Samary powstały na początku XIX w. Tutejszą ludność katolicką stanowili głównie niemieccy koloniści, a w późniejszym okresie również Polacy. Pierwszy kościół katolicki w mieście wybudowano w 1864, lecz z powodu powstania styczniowego nowo wybudowany budynek został przekazany luteranom. Msze katolickie w kolejnych latach odbywały się w wynajętych pomieszczeniach i w prywatnych mieszkaniach. W 1883 otwarto kaplicę w wynajętym mieszkaniu, która jednak trzy miesiące później została zamknięta przez władze carskie. W 1891 w guberni samarskiej istniało 11 kościołów katolickich należących do dekanatu samarskiego diecezji tyraspolskiej. Z powodu ograniczeń prawnych żaden z nich nie mieścił się jednak w Samarze.
W marcu 1892 car wydał zgodę na budowę kościoła katolickiego w Samarze. Parafia powstała kilka lat wcześniej. Po zebraniu funduszy w 1902 przystąpiono do budowy świątyni, która została konsekrowana 12 lutego 1906.
W 1918 parafia liczyła ok. 180 wiernych. Działała ona do 18 stycznia 1930, gdy komuniści znacjonalizowali kościół i zamienili go na teatr dziecięcy, a od 1938 na muzeum. Katolikom zezwolono korzystać z kaplicy cmentarnej, gdzie z powodu braku kapłana w mieście nabożeństwa odbywały się nieregularnie. Jednak już w 1931 zamknięto również kaplicę.
Parafia odrodziła się po upadku komunizmu za sprawą samarskich Polaków. W sierpniu 1991 ks. Josef Gunchaga odprawił mszę świętą w mieszczącym się w budynku dawnego kościoła Muzeum Krajoznawczym. 22 listopada 1991 kościół został zwrócony i w kolejnych latach wyremontowany, głównie ze środków irlandzkich katolików. Od 1992 w parafii na stałe rezyduje kapłan.